# World Series of Boxing

Logo des World Series of Boxing

La World Series of Boxing (WSB) est une compétition de boxe anglaise. Créée en 2010 par l'Association Internationale de Boxe Amateur, elle met en lice 12 franchises réparties dans trois conférences continentales : Amérique, Asie et Europe. Les boxeurs amateurs qui la composent combattent sans casques pendant cinq reprises de trois minutes. À mi-chemin de la boxe professionnelle, les meilleurs représentants de chaque catégorie de poids ont la possibilité de se qualifier pour les Jeux olympiques.
Lors de la première saison, la conférence Amérique est composée des Los Angeles Matadors, des Memphis Force, des Mexico City Guerreros et des Miami Gallos.
La conférence Asie se compose des Astana Arlans, des Baku Fires, des Beijing Dragons et des Pohang Poseidons.
La conférence Europe se compose des Istanbulls, des Dolce & Gabbana  Milano Thunder, des Moscow Kremlin Bears et du Paris United.

## Déroulement de la compétition
La saison régulière se déroule donc en championnats de conférence dans lesquels chaque franchise affronte chacune des autres équipes de sa conférence à quatre occasions (deux fois à domicile, deux fois à l’extérieur). Un match entre deux franchises se compose de cinq combats dans les catégories suivantes : poids coqs (54 kg), poids légers (61 kg), poids moyens (73 kg), poids mi-lourds (85 kg) et poids lourds (+91 kg).
Le format des compétitions diffère largement des actuelles compétitions d’amateurs, comme des professionnels : pas de port du casque, ni de maillots, marquage des points à la main, une équipe d’officiels composée de 3 juges, 1 arbitre et 1 superviseur.
Le marquage des points, opéré à la main par 3 juges, est basé sur un système de 10 points accordés par juge au vainqueur de chaque round tandis que son adversaire se voit attribuer entre 7 et 9 points en fonction de sa performance.
À la fin des cinq reprises, le cumul des points est annoncé pour chacun des trois juges. Le boxeur qui est désigné vainqueur par au moins deux juges sur trois remporte le combat. Est déclaré vainqueur du match, la franchise qui remporte trois combats ou plus sur les cinq. Au classement général, la franchise vainqueur remporte 3 points tandis que la franchise vaincue se voit récompensée d’un point si elle a remporté 2 combats sur les cinq et d’aucun point si elle en a gagné moins de deux.
À la fin de la saison régulière, la franchise qui cumule le plus de points dans chaque conférence est désignée champion de sa conférence. Lors de la première saison, les trois champions de conférence ainsi que le meilleur deuxième se sont qualifiés pour les demi-finales des WSB. Les demi-finales se sont déroulées en deux matchs ; un organisé à domicile et l’autre à l’extérieur. La finale est organisée en pays neutre avec deux combats dans chacune des cinq catégories de poids. La franchise vainqueur est sacrée Champion WSB par équipe.
En parallèle du championnat par équipe, un classement individuel WSB est mis en place. En fonction de ce classement, les deux meilleurs boxeurs de chaque catégorie, toutes conférences confondues, se rencontrent en finale individuelle pour remporter le titre de champion WSB de leur catégorie. Les cinq champions WSB de la saison 2010-2011 sont officiellement sélectionnés pour participer aux Jeux Olympiques 2012.

## Palmarès
| Rang | Nation      | Or | Argent | Bronze | Total |
| ---- | ----------- | -- | ------ | ------ | ----- |
|      | Kazakhstan  | 1  | 1      | 2      | 4     |
|      | Italie      | 1  |        | 1      | 2     |
| -    | France      | 1  |        |        | 1     |
| -    | Cuba        | 1  |        |        | 1     |
| -    | Azerbaïdjan |    | 1      | 2      | 3     |
| -    | Russie      |    | 1      | 1      | 2     |
|      | Ukraine     |    | 1      |        | 1     |
| -    | États-Unis  |    |        | 1      | 1     |
| -    | Mexique     |    |        | 1      | 1     |